# Yoshitaka Ohashi
Yoshitaka Ohashi (大橋 良隆 Ohashi Yoshitaka?, nacido el 1 de julio de 1983 en Saitama) es un exfutbolista japonés. Jugaba de centrocampista y su último club fue el AC Nagano Parceiro de Japón.

## Trayectoria

### Clubes
| Club               | País  | Año         |
| ------------------ | ----- | ----------- |
| Vegalta Sendai     | Japón | 2006 - 2007 |
| NEC Tokin          | Japón | 2007 - 2008 |
| AC Nagano Parceiro | Japón | 2009 - 2015 |

## Estadística de carrera

### J. League
| Club               | Año   | J. League | J. League | Copa J. League | Copa J. League | Total | Total |
| Club               | Año   | Part.     | Goles     | Part.          | Goles          | Part. | Goles |
| ------------------ | ----- | --------- | --------- | -------------- | -------------- | ----- | ----- |
| Vegalta Sendai     | 2006  | 0         | 0         | -              | -              | 0     | 0     |
| Vegalta Sendai     | 2007  | 0         | 0         | -              | -              | 0     | 0     |
| AC Nagano Parceiro | 2014  | 31        | 1         | -              | -              | 31    | 1     |
| AC Nagano Parceiro | 2015  | 22        | 0         | -              | -              | 22    | 0     |
| Total              | Total | 53        | 1         | 0              | 0              | 53    | 1     |